# Dell Україна
Товариство з обмеженою відповідальністю «Делл Україна» - український підрозділ компанії Dell, заснований 27 квітня 2007 року.

## Історія
Історія «Делл Україна» починається з компанії Dell.
«Делл» був заснований в 1984 році як PC Limited.
В 1988 році ПК Лімітед був перейменований в «Делл Комп'ютер» (англ. Dell Computer)
В 2013 році «Делл Комп'ютер» випустив на ринок планшетних комп'ютерів планшет на операційній системі Windows 8. Планшет отримав назву Dell Venue 8 Pro з лінійки Venue.